# Хайрулаев, Саит Хадисович
Саит Хадисович Хайрулаев (24 марта 1988, Махачкала, Дагестанская АССР, РСФСР, СССР) —  российский спортсмен, специализируется по ушу, мастер спорта международного класса, чемпион Европы по ушу-саньда, 4-х кратный чемпион России, серебряный призер чемпионата мира.

## Биография
Ушу саньда занимается с 2002 года. В июле 2009 года выступил на Всемирных играх в Гаосюне, где стал серебряным призёром. В августе 2010 года в Пекине стал серебряным призёром Первых Всемирных Игр боевых искусств. В декабре 2010 года стал чемпионом Дагестана. В 2011 году выиграл чемпионат России.

## Спортивные достижения
- Чемпионат Дагестана по ушу 2006 — ;
- Чемпионат России по ушу 2006 — ;
- Чемпионат Дагестана по ушу 2007 — ;
- Чемпионат России по ушу 2007 — ;
- Чемпионат Дагестана по ушу 2008 — ;
- Чемпионат России по ушу 2008 — ;
- Чемпионат Европы по ушу 2008 — ;
- Чемпионат Дагестана по ушу 2009 — ;
- Чемпионат России по ушу 2009 — ;
- Всемирные игры 2009 — ;
- Чемпионат мира по ушу 2009 — ;
- Чемпионат Дагестана по ушу 2010 — ;
- Всемирные игры боевых искусств 2010 — ;
- Чемпионат России по ушу 2010 — ;
- Чемпионат Дагестана по ушу 2011 — ;
- Чемпионат России по ушу 2011 — ;

## Личная жизнь
В 2005 году окончил среднюю школу № 3 в Махачкале. В 2010 году окончил Дагестанский государственный университет, юридический факультет.